# Harald Strömfelt (1898–1974)
Harald Fredrik Mauritz Strömfelt, född den 24 januari 1898 i Stockholm, död den 5 juni 1974 i Katrineholm, var en svensk greve och militär. Han var son till Fredrik Strömfelt.
Strömfelt avlade studentexamen 1916 och officersexamen 1918. Han blev fänrik vid Livregementets husarer sistnämnda år, underlöjtnant där 1919, löjtnant 1920, ryttmästare 1935 och major vid Livregementet till häst 1940. Strömfelt befordrades till överstelöjtnant vid kavalleriet 1943 och övergick som sådan till reserven 1953. Han var chef vid Ridskolan på Strömsholm 1943–1953 och för Gudhems remontdepå 1953–1957 samt generalsekreterare i Svenska Ridsportens Centralförbund 1959–1961. Han publicerade artiklar i tidskriften Hästen och facklitteratur om ridning och hästsport, varav svenska delen i Equestrian Sport in five Continents (1963). Strömfelt var friherre till dess att han blev greve vid sin äldre brors död 1966. Han blev riddare av Vasaorden 1936 och av Svärdsorden 1939.